# Męczennicy z Laosu
Męczennicy z Laosu – grupa 17 męczenników, którzy ponieśli śmierć męczeńską w Laosie za wiarę w latach 1954-1970, błogosławieni Kościoła katolickiego.

## Geneza męczeństwa
Francuscy misjonarze, którzy w drugiej połowie XX wieku prowadzili misję ewangelizacyjną w Laosie, mimo niesprzyjającej sytuacji politycznej i zagrażającego im niebezpieczeństwa, pozostali w kraju. Laotańska partyzantka komunistyczna Pathet Lao zamordowała 17 katolickich misjonarzy i miejscowych wiernych.

## Proces beatyfikacyjny
W roku 2008 rozpoczął się proces beatyfikacyjny, obejmujący 15 męczenników, którego pierwszy etap zakończono 27 lutego 2010 roku na szczeblu diecezjalnym w Nantes.
Beatyfikacja męczenników odbyła się 11 grudnia 2016 w Vientiane w Laosie, a uroczystościom w imieniu papieża Franciszka przewodniczył kardynał Angelo Amato.

## Grupa męczenników
Lista imienna 15 męczenników obejmuje następujące osoby:
1. Joseph Tien (1918-1954)
2. Jean-Baptiste Malo (1899-1954)
3. René Dubroux (1914-1959)
4. Louis Leroy (1923-1961)
5. Michel Coquelet (1931-1961)
6. Joseph Outhay (1933-1961)
7. Noël Tenaud (1904-1961)
8. Vincent L'Hénoret (1921-1961)
9. Marcel Denis (1919-1961)
10. Jean Wauthier (1926-1967)
11. Thomas Khampheuane (1952-1968)
12. Lucien Galan (1921-1968)
13. Joseph Boissel (1909-1969)
14. Luc Sy (1938-1970)
15. Maisam Pho Inpeng (1934-1970)

Dodatkowo proces beatyfikacji rozpoczęto dla włoskiego misjonarza Mario Borzagi (1932-1960) i dla katechety Paula Thoj Xyooja (1941-1960).